# Felisa Miceli
Felisa Josefina Miceli (Luján, Argentina, 26 de septiembre de 1952) es una economista argentina, exministra de Economía y Producción de Argentina durante el gobierno del presidente Néstor Kirchner en el período 2005-2007, año este último en qué dejó su cargo al hacerse público en la prensa que había sido hallada una bolsa de dinero en el botiquín del baño adyacente a su despacho, hecho por el que luego fue condenada judicialmente.

## Biografía

### Comienzos
Miceli fue alumna de Roberto Lavagna en la Universidad de Buenos Aires. Fue una activista de izquierda en los años 1970 y miembro del por entonces Partido Revolucionario de los Trabajadores Vanguardia Comunista. Se desempeñó como Directora de presupuestos provinciales cuando era Ministro de Economía José Alfredo Martínez de Hoz y formó parte del directorio del Banco de la Provincia de Buenos Aires entre 1983 y 1987. Curso sus estudios de economía en la Facultad de Ciencias Económicas de Universidad de Buenos Aires, recibiéndose como licenciada en economía a los 22 años.
Durante la dictadura, Felisa Miceli se alejó de la política, sólo trabajó en el Instituo de Estudios Económicos y Sociales que dirigía Aldo Ferrer. Miceli conoció a Roberto Lavagna en los años 70, con quién Felisa estuvo junto en el Instituto para el Desarrollo Económico y Social.
En 1983 ingresó como directora del Bando de la Provincia de Buenos Aires, función que cubriría hasta 1987.
En 1990, Felisa Miceli ingresó a la consultora Ecolatina fundada por Lavagn donde trabajó hasta 1993. Luego se dedicó a realizar actividades de consultoría por cuenta propia. Durante los 90 asesoró a gobiernos nacionales y provinciales y es profesora universitaria.
Desde mayo de 2002 hasta mayo de 2003,fue representante de Roberto Lavagna ante el Banco Central de la República Argentina. En junio de 2003 Felisa Miceli tomó el puesto de presidenta del Banco Nación, cargo que ocuparía hasta noviembre de 2005.
En mayo de 2002, durante la presidencia de Eduardo Duhalde y en el pico más álgido de la crisis económica argentina, pasó a formar parte del equipo de trabajo de Lavagna como representante del Ministerio de Economía ante el Banco Central. 
El 30 de mayo de 2003 se convirtió en presidenta del Banco de la Nación Argentina.

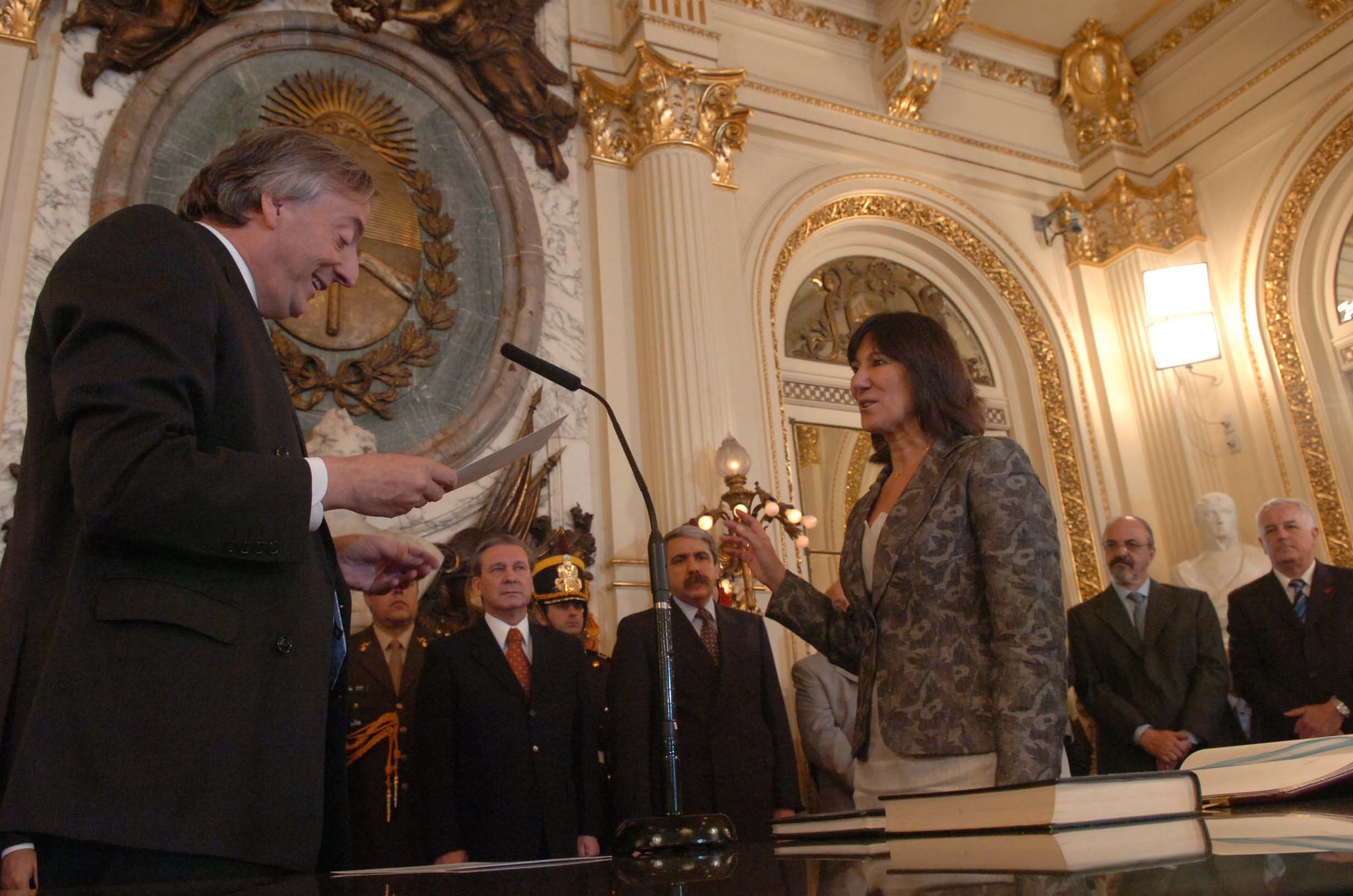
Felisa Miceli jura como ministra de Economía.

### Ministra de Economía
Fue nombrada ministra de Economía por el presidente Néstor Kirchner el 28 de noviembre de 2005 en reemplazo de Roberto Lavagna, convirtiéndose en la primera mujer en la historia argentina en estar a cargo de esa cartera. 
Desde su cargo apoyó la decisión del gobierno de pagar totalmente y sin negociación al FMI el importe adeudado a éste por el país. Durante 2006 el PBI creció 8,5 % y a fines de dicho año se entablaban conversaciones con países europeos para cancelar la deuda con el denominado Club de París.
El 3 de enero de 2006, siendo ministra la Argentina dejó de tener deudas con el Fondo Monetario Internacional (FMI) concretando un pago anticipado de 9530 millones de dólares, un pasivo contraído entre enero y septiembre de 2001, con vencimientos programados hasta el 2009. Durante su gestión se produciría un crecimiento continuo en las reservas internacionales, baja en los indicadores de desempleo y pobreza, etc. Las reservas del BCRA finalizaron ese año con un aumento de 4000 millones de dólares. Es decir, de 28 078 millones de dólares, las reservas del Banco Central descendieron a 18 580 millones y finalizaron el año con 32 037 millones.La economía argentina creció a un ritmo del 9% anual durante 2004 y 2005, pero el salario real promedio sigue debajo del nivel previo a la devaluación del peso en 2002 y una mejor en los niveles de pobreza.
El 31 de enero de 2007 Argentina y España firmaron un acuerdo de reestructuración de la deuda, asociada al préstamo que España realizó en marzo de 2001, durante la XVI Cumbre Iberoamericana. La deuda ascendía a 982.5 millones de dólares y serían pagados en un plazo de 6 años y una tasa LIBOR de +140 puntos básicos.

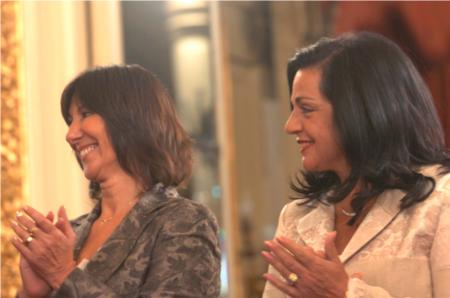
Felisa Miceli (izquierda) junto a Nilda Garré.

El gobierno 2006 comenzó las gestiones para resolver la deuda de 6000 millones de dólares que el país mantiene con el denominado Club de París. Felisa Miceli, mantendría reuniones con el ministro francés de Presupuesto y Reforma del Estado, Jaques Cope,  en el Palacio de Hacienda, finalmente se firmó un acuerdo de cooperación técnica del gobierno francés con la Aduana argentina, a través de la AFIP. Durante su gestión diagramó un nuevo sistema de créditos con mayores facilidades para el productor rural a través del Fondo Nacional para la Creación y Consolidación de Microemprendimientos (FOMICRO).
La negociación de la deuda comenzada durante la gestión del ministro anterior obtuvo una quita promedio del 75 % del valor de la deuda con los tenedores de bonos argentinos, que ascendía a 94 302 millones de dólares.. un pasivo contraído entre enero y septiembre de 2001, con vencimientos programados hasta el 2009. Durante su gestión se llegó a estabilidad cambiaria ($ 3 a U$S 1), crecimiento continuo en las reservas internacionales, baja en los indicadores de desempleo y pobreza, etc. Las reservas del BCRA finalizaron ese año con un aumento de 4000 millones de dólares.
All trabajó especialmente en la resolución de las asimetrías entre Argentina y Brasil en el contexto del Mercosur. Antes de ocupar el puesto de Ministro de Economía y Producción, fue Vicepresidente primero del Banco de Inversión y Comercio Exterior (BICE).

#### Renuncia, procesamiento y condena
A mediados de 2007 fueron encontrados en su despacho $100 000 ARS y $31 670 USD presentó su renuncia el 16 de junio en 2014 fue condenada "administración fraudulenta" a una pena de tres años de prisión en suspenso y seis años de inhabilitación. El 28 de diciembre de 2007 fue procesada

### Actividad posterior
Miceli luego de dejar el cargo ministerial trabajó para la Asociación Madres de Plaza de Mayo y declaró como imputada en la causa por desvío de fondos públicos de dicha asociación.